# Договір про води Інду
Договір про води Інду — міжнародна угода між Індією та Пакистаном, підписана 19 вересня 1960 року за посередництва Світового банку, що регламентує спільне використання вод річки Інд та її приток.
Згідно з умовами договору, контроль над трьома західними річками (Інд, Джелам і Ченаб) передано Пакистану, тоді як три східні річки (Раві, Біас і Сатледж) залишилися за Індією. Відповідно до договору, Індія може використовувати воду із західних річок для побутових, неспоживчих потреб, таких як зрошення, виробництво електроенергії, судноплавство та розведення риби. Договір дозволяє отримувати Індії 30 % води з системи річки Інд, а Пакистану решту 70 %. Угода також передбачає низку технічних механізмів для врегулювання спірних питань, включаючи створення Постійної комісії з вод, можливість звернення до нейтрального експерта або третейського суду. Преамбула договору визнає права та обов'язки кожної країни щодо оптимального використання води з системи річок Інду в дусі доброї волі, дружби та співпраці.
Попри кілька воєн і постійне політичне протистояння між Індією та Пакистаном, договір залишається чинним понад шістдесят років і часто розглядається як модель довготривалого співробітництва у сфері водних ресурсів, навіть за відсутності загального миру між сторонами. Водночас договір неодноразово ставав об'єктом критики в обох країнах, зокрема в контексті змін клімату, будівництва нових гідротехнічних споруд та політичної ескалації. Жодна держава не порушувала договору в жодному з конфліктів, проте Індія призупинила його дію після теракту поблизу міста Пахалгам, вчиненого 23 квітня 2025 року.